# 저스틴 채트윈
저스틴 채트윈(영어: Justin Chatwin, 1982년 10월 31일 ~ )은 캐나다의 배우이다. 영화 《드래곤볼 에볼루션》에서 주인공 손오공 역으로 출연했다.

## 출연 작품
- 우주 전쟁
- 드래곤볼 에볼루션